# Cuoq (canton)
Pour les articles homonymes, voir Cuoq.
Cuoq est un canton canadien de l'est du Québec situé dans la municipalité régionale de comté de La Matanie dans la région administrative du Bas-Saint-Laurent.  Il fut proclamé officiellement le 27 janvier 1940.  Il couvre une superficie de 34 400 hectares.

## Toponymie
Le toponyme Cuoq est en l'honneur du sulpicien français Jean-André Cuoq (1821-1898) connu pour ses travaux sur les langues autochtones.